# Lars Sørensen
Lars Sørensen (Holstebro, 3 gennaio 1968) è un ex nuotatore danese.

## Carriera
Specializzato nei misti, ha rappresentato la Danimarca a due Olimpiadi (1988 e 1992).

## Palmarès
- Europei

Atene 1991: oro nei 200m misti.